# 坂本諭加子
坂本 諭加子（さかもと ゆかこ、1977年5月24日-）は、日本のピアニスト・スタジオミュージシャン・編曲家。

## 人物
奈良県生駒市出身。関西学院大学卒業、ハンガリーリスト音楽院に短期留学。クラシックピアニストとしてクラクフ室内管弦楽団・プリマヴェスタ弦楽四重奏団などと共演、2013年キングインターナショナルよりCDリリースなどを行うとともに、近年ではクラシック音楽以外のジャンルでも活動しており、テレビやCM音楽、またポピュラー音楽の編曲や演奏など、幅広い展開を見せている。

## 主な出演歴
- ハンガリー - Japan Week
- 奈良県大芸術祭
- NHKランチタイムコンサート
- 千葉ライトクラシックス

## 主な共演者
- クラクフ室内管弦楽団 - ポーランド
- プリマヴェスタ弦楽四重奏団 - ポーランド
- 榊原大
- 古屋博敏
- 小谷野謙一
- クラッシャー木村

## ディスコグラフィ
- Philosophy 2013年 キングインターナショナル KKC7014